# Фонтанеле (Перуђа)
Фонтанеле (итал. Fontanelle) је насеље у Италији у округу Перуђа, региону Умбрија.
Према процени из 2011. у насељу је живело 279 становника. Насеље се налази на надморској висини од 452 м.